# Ligne de Lauterbourg-Gare à Lauterbourg-Port-du-Rhin
La ligne de Lauterbourg-Gare à Lauterbourg-Port-du-Rhin est une ligne de chemin de fer française du Bas-Rhin. Elle relie la gare de Lauterbourg au port de Lauterbourg. 
Cette courte ligne constitue un embranchement de la ligne de Strasbourg à Lauterbourg et permet la desserte des installations portuaires de Lauterbourg. Elle appartient au port autonome de Strasbourg (PAS).
Elle porte le numéro 151 000 dans la nomenclature du réseau ferré national.
Dans cette même nomenclature, les voies de port de Lauterbourg-Port-du-Rhin n°3 et n°4 portent les numéros 151 506 et 151 511.

## Historique
La ligne de « Lauterbourg au Rhin » est ouverte le 1er novembre 1884.
La ligne est prolongée d'environ 1,5 km vers le sud pour desservir le nouveau terminal à conteneurs du port de Lauterbourg inauguré le 29 juin 2018 et la future zone d'activité. Un accord a également été passé entre le port autonome de Strasbourg et la SNCF pour installer un système de signalisation automatique au croisement avec la route départementale 248.
En octobre 2023, les voies du terminal conteneurs étaient utilisées pour stationner les Régiolis bi-mode France-Allemagne .